# 페라리 360
페라리 360(영어: Ferrari 360)은 페라리에서 1999년부터 2004년까지 생산했던 스포츠카이다.

## 개요
1999년에 출시되어서 2004년에 후속 차종인 페라리 F430의 등장으로 인해 단종되었다.

## 생산 대수
- 모데나: 8,800대
- 스파이더: 7,565대
- 챌린지 스트라달레: 1,288대[6]

## 평가
크리스 해리스는 360 모데나 프레스 차량이 "터무니없을 정도로 빠르며"(테스트한 고객 차량보다 161 km/h (100 mph)까지 2초 더 빠름) 소리가 일반 승용차보다 경주용 자동차처럼 들렸지만 다른 차량들은 약간 차이가 있었다. 성능 주장은 이전 모델과 같거나 더 높았지만 Car and Driver가 스톡 360을 테스트했을 때 이전 모델이 5년 전에 주장한 성능보다 더 무겁고 느린 것으로 나타났다.